# История Атланты
История города Атланта — административного центра штата Джорджия (США).

## История территории до основания города
Территорию, на которой расположена Атланта и её пригороды, изначально занимали североамериканские индейские племена крики и чероки. В ходе военной кампании 1813 года, известной как Крикская война, крики, объединённые в конфедерацию и поддерживаемые англичанами, устроили кровавую бойню в форте Мимс на юго-западе штата Алабама, а затем сожгли его. В ответ на это правительство Соединённых Штатов распорядилось о постройке хорошо укреплённых фортов вдоль реки Чаттахучи. Один из этих фортов, Форт-Джилмер, располагался поблизости от того места, где проходила граница между землями криков и чероки, при впадении реки Пичтри в Чаттахучи. Вскоре форт был переименован в Форт-Пичтри. На тот момент он находился на западной границе Соединённых Штатов.
В 1823 году европейским переселенцам было разрешено селиться на территории, занимаемой ныне агломерацией Атланты. В 1835 году часть вождей чероки подписали (против воли большинства племён) договор в Нью-Ичоте, передававший индейские земли восточнее Миссисипи правительству США, что привело к депортации индейцев-чероки.

## От железнодорожной станции к городу Атланта

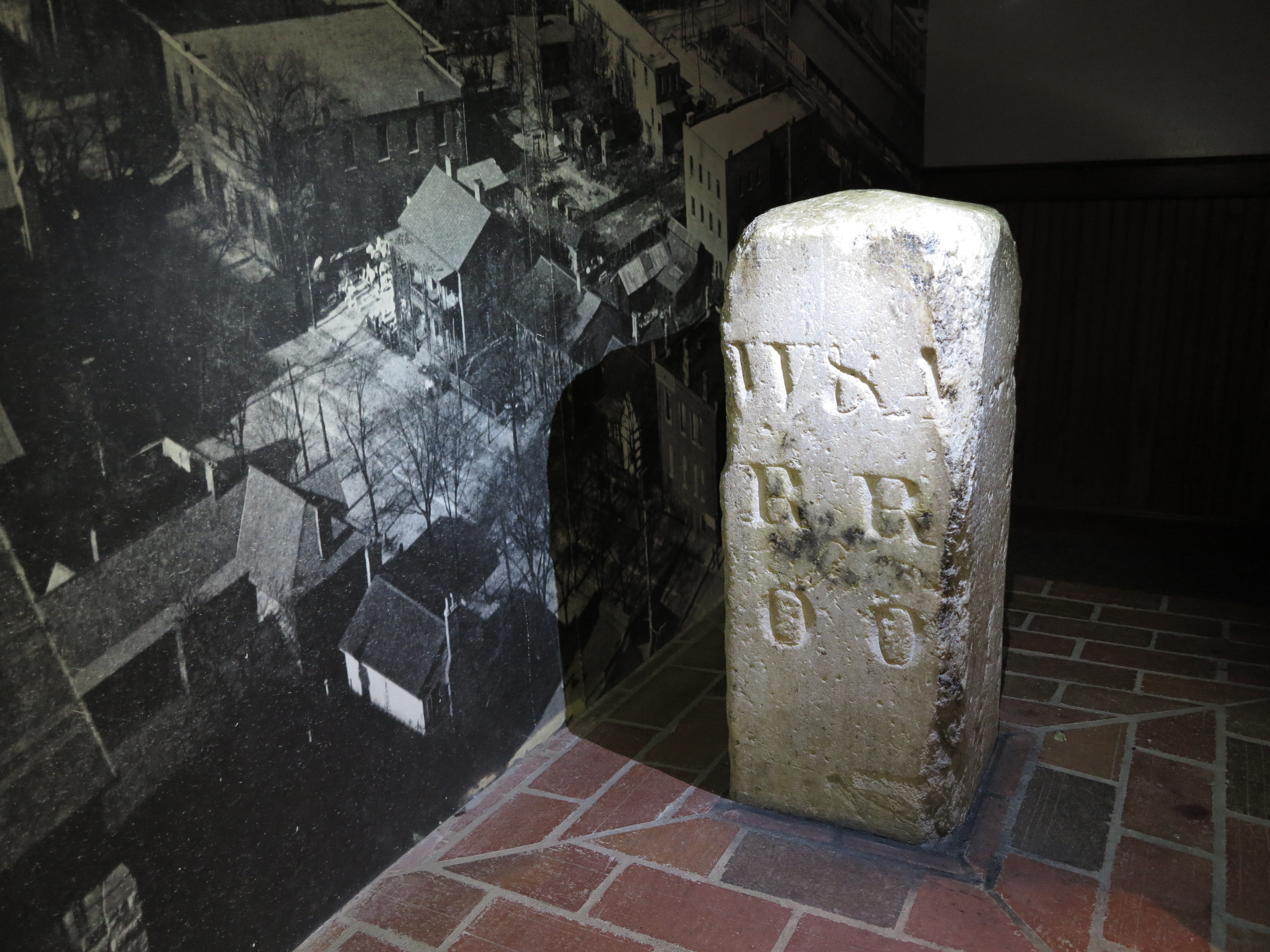
Отметка «нулевая миля» железной дороги «Western and Atlantic Railroad»

В 1836 году парламент Джорджии издал указ о строительстве железной дороги Western and Atlantic Railroad, чтобы связать регион Средний Запад с портом Саванны. Первый этап этого проекта должен был пролегать от Чаттануги до места восточнее реки Чаттахучи, на территории современного округа Фултон. В дальнейшем её планировалось соединить с Georgia Railroad, идущей от Огасты, и Macon and Western Railroad, проходящей между Мейконом и Саванной. Полковника Стефена Харримана Лонга из Сапёрного корпуса Армии США попросили подобрать место, где было бы удобно закончить линию Western and Atlantic. Изучив различные варианты, осенью 1837 года он выбрал место между современными улицей Форсайт и бульваром Эндрю Янг Интернешнл. Там была помещена отметка «нулевая миля». В 1839 году Джон Трэшер построил там дома и магазин, и поселение получило название Трэшервилл.
В это же время начало расти ещё одно поселение, в нескольких милях к северу (на территории современного района Бакхед). В 1838 году там были открыты таверна и продуктовый магазин.
В 1842 году отметка «нулевая миля» была перенесена на четыре квартала к юго-востоку, а поселение получило название «Терминус» («конец железной дороги»). К этому времени поселение у станции насчитывало 6 зданий и 30 жителей, было построено двухэтажное кирпичное депо. и жители попросили назвать поселение «Лампкин» в честь губернатора штата Вильсона Лампкина, однако тот попросил вместо этого назвать поселение в честь своей дочери Марты, и оно было переименовано в Мартасвилл. В 1845 году главный инженер компании «Georgia Railroad» Дж. Эдгар Томсон предложил переименовать Мартасвилл в «Атлантика-Пасифика», которое вскоре было сокращено до Атланта и получило одобрение у поселенцев (которым, скорее всего, было всё равно, так как до сих пор ни одного поезда на станцию так и не прибыло). 29 декабря 1847 года Атланте был присвоен статус города.

### Превращение в региональный железнодорожный узел
Первые поезда компании «Georgia Railroad» прибыли из Огасты (с востока) в сентябре 1845 года; в том же году был открыт отель «Атланта». В 1846 году компания «Macon & Western» также завершила ветку до Терминуса/Атланты, соединив маленькое поселение с Мейконом на юге и Саванной на юго-востоке, и в городе начался экономический бум, открылся ещё один отель — «Вашингтон Холл». К 1847 году город насчитывал уже 2500 человек, имел два отеля и две газеты. В 1848 году был избран первый мэр города, произошло первое убийство и была построена первая тюрьма. Городской совет одобрил строительство дощатых тротуаров, запретил торговлю по воскресеньям и назначил первого маршала. В 1849 году был открыт уже третий отель — «Trout House» (крупнейший городской отель периода до Гражданской войны), и начала выходить первая ежедневная газета «Daily Intelligencer».
В 1851 году была, наконец, завершена железнодорожная ветка компании «Western and Atlantic Railroad» (той самой, в качестве конечной ветки которой станция и задумывалась изначально), соединив город с Чаттанугой на северо-западе и открыв Джорджию для торговли с долинами рек Теннесси и Огайо. В 1853 году было завершено строительство Объединённого депо, а архитектор депо Эдвард Винсент изготовил для городского совета первую карту города.
В 1854 году города достигла четвёртая железнодорожная ветка — компании «Atlanta and LaGrange Rail Road» — соединившая город с Лагранжем на юго-западе. Атланта стала железнодорожным узлом играющим важную роль для всего Юга США. 
В 1855 году в городе проживало уже 6025 человек. Действовали банк, ежедневная газета, фабрика, депо, взимались налоги на недвижимость, работало газовое уличное освещение, были театр и медицинский колледж.

### Торговля и производство
Первой реальной промышленной постройкой в Мартасвилле стала лесопилка, возведённая в 1844 году Джонатаном Норкроссом. Ричард Петерс, Лемюэль Грант и Джон Мимс построили трёхэтажную мельницу, которая в годы Гражданской войны стала пистолетной фабрикой. В 1848 году Остин Лейден открыл первую литейную, а в 1858 году был построен первый прокатный стан, ставший вторым по продуктивности прокатным станом Юга (в годы Гражданской войны на нём изготавливались артиллерийские орудия, железнодорожные рельсы и бронеплиты для броненосца «Вирджиния»).
Город стал крупным центром перераспределения хлопка: только в 1859 году железная дорога «Georgia Railroad» отправила сюда три тысячи порожних вагонов, чтобы загрузить их хлопком.
К 1860 году городское население увеличилось до 7741 человека. В городе действовали четыре машиностроительных завода, две деревообрабатывающих фабрики, три дубильни, две обувные фабрики, мыловарня и текстильная фабрика.

## Гражданская война и Реконструкция

### Гражданская война

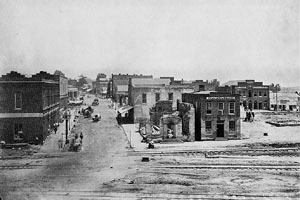
Руины Атланты во время Гражданской войны 1864

Во время Гражданской войны город был важным транспортным и промышленным узлом южан. В 1864 году город стал целью специальной операции северян (эти события красочно описаны в знаменитом романе Маргарет Митчелл «Унесённые ветром») под руководством генерала Уильяма Шермана. Свою печально известную тактику «выжженной земли» талантливый генерал применил и в Атланте, отдав приказ сжечь город. 11 ноября 1864 года приказ был приведён в исполнение. Нетронутыми остались лишь церкви и больницы.

### Реконструкция
После Гражданской войны Атланта быстро восстановилась за счёт приёма мигрантов из прилегающих графств и штатов. На Юге много освобождённых рабов переехали с плантаций в города в поисках работы, и если население округа Фултон с 1860 по 1870 годы выросло с 14.427 человек до 33.446 человек, то доля чернокожего населения при этом выросла с 20,5 % до 45,7 %. В сочетании с тем, что в годы Гражданской войны было уничтожено много жилья, это привело к огромному росту спроса на жильё и расовой сегрегации: на окраинах города образовались три бидонвиля, населённых в основном чернокожими, которые были не в состоянии получить возможность жить в более-менее приличных условиях.
Программа Реконструкции создала много новых рабочих мест и Атланта вскоре стала основным деловым центром американского Юга. В 1868 году в Атланту из Милледжвилла была перенесена столица штата Джорджия.

## «Врата Нового Юга»
Генри Грэйди, редактор журнала «The Atlanta Constitution», стал завлекать в город инвесторов лозунгом «Нового Юга», противопоставляя его сельскохозяйственному и рабовладельческому «Старому Югу». В рамках этих усилий в 1885 году на северной окраине города была построена Технологическая школа Джорджии.
В 1871 году в городе начала функционировать конка, которую в 1880-х годах сменил электрический трамвай.
В 1880 году Атланта обогнала Саванну и стала крупнейшим городом штата Джорджия.
В 1889 году Аса Кэндлер выкупил у Джона Пембертона, компанию, производившую напиток кока-кола и переименовал её в «The Coca-Cola Company».
В 1895 году в Атланте прошла Международная хлопковая выставка, которую посетило почти 800 тысяч человек. Открывал выставку президент Кливленд, однако запомнилась она речью о расовой политике, которую произнёс Букер Вашингтон.

## Первая половина XX века

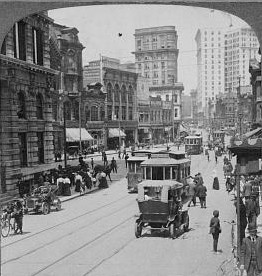
в 1907, Пичтри-стрит, главная улица города, была загружена трамваями и автомобилями

В начале XX века город стал ареной мощных расовых волнений. В 1906 году произошло расовое восстание, начавшееся 22 сентября нападением на четырёх белых женщин. В ответ были убиты по разным оценкам от 25 до 40 негров, а кварталы, где проживали афроамериканцы, разрушены. Волнения улеглись лишь через четыре дня. Непосредственным результатом этого восстания стала расовая сегрегация.
Начиная с 1913 года Атланта стала на два десятилетия одним из центров музыки кантри.
В 1917 году в Атланте случился большой пожар, уничтоживший 1938 зданий и оставивший без крыши над головой десять тысяч человек.
В 1930-х годах, во время «великой депрессии» городские власти практически обанкротились, и городской долг взяла на себя компания «Кока-кола». Чтобы помочь в преодолении экономического кризиса, федеральное правительство начало в 1935 году в Атланте строительство социального жилья.
15 декабря 1939 года в Атланте состоялась премьера кинофильма «Унесённые ветром», на которую собралось 300 тысяч человек.
В 1941 году в Атланту перенесла свою штаб-квартиру авиакомпания «Delta Air Lines».
Во время Второй мировой войны Атланта служила крупным перевалочным пунктом для отправки солдат из юго-восточных штатов на фронт. В пригороде работал завод компании «Bell Aircraft». Сразу после войны в Атланте был создан Центр по контролю за эпидемическими заболеваниями.

## Развитие и борьба за гражданские права
В 1951 году город получил награду «All-America City Award» за быстрый рост и самый высокий уровень жизни на всём юге США. Стратегией развития города стало присоединение окрестностей: в 1952 году в состав городской территории был включён Бакхед, а также крупные территории на северо-западе, юго-западе и юге общей площадью 210 км², на которых проживало 100 тысяч новых жителей.
В 1960-х столица Джорджии стала одним из центров борьбы за гражданские права. В частности, Мартин Лютер Кинг со своими соратниками проводил здесь ряд демонстраций. В 1961 году мэр Айвэн Аллен-младший стал одним из немногих белых мэров Юга, поддержавших десегрегацию. Активные мероприятия по десегрегации проводились в Атланте с 1961 по 1973 годы.
В воскресенье 3 июня 1962 года в аэропорту Париж-Орли при взлёте потерпел катастрофу Boeing 707-328B компании Air France, в результате чего погибли 130 человек, 111 из которых были членами Атлантской ассоциации искусств. Катастрофа в Париже произошла как раз в разгар проходившего в США движения за гражданские права. В знак скорби активисты Мартин Лютер Кинг и Гарри Белафонте даже объявили об отмене сидячей забастовки в центре Атланты, которая проходила в знак протеста расовой сегрегации. Между тем, лидер движения «Нация ислама» Малкольм Икс на выступлении в Лос-Анджелесе заявил:

Я хотел бы объявить о прекрасном событии, произошедшем сегодня… Сегодня я получил знак от Бога … хорошо, хорошо, кто-то появился и сказал мне, что на наши молитвы действительно ответили во Франции. Он уронил самолёт из неба с более чем 120 белыми людьми на нём, потому что мусульмане верят в «око за око» и «зуб за зуб». Но благодаря Богу, или Иегове, или Аллаху, мы будем молиться, и мы верим, что каждый день другие самолёты также будут падать с неба.
Оригинальный текст (англ.)I would like to announce a very beautiful thing that has happened…I got a wire from God today…well, all right, somebody came and told me that he really had answered our prayers over in France. He dropped an airplane out of the sky with over 120 white people on it because the Muslims believe in an eye for an eye and a tooth for a tooth. But thanks to God, or Jehovah, or Allah, we will continue to pray, and we hope that every day another plane falls out of the sky.
Если в 1960 году белые составляли 61,7 % населения Атланты, то в 1970 году уже больше половины жителей составляли чернокожие, и в 1973 году был избран первый чернокожий мэр — Мэйнард Джексон. Он организовал ряд крупных строительных проектов, и вскоре после его смерти аэропорт Атланты получил в его честь название Международный аэропорт Хартсфилд-Джексон Атланта.
В 1975 году начал строиться метрополитен Атланты, и с 1979 года он начал функционировать.

## От Олимпиады к современности
В 1990 году Международный олимпийский комитет избрал Атланту столицей летних Олимпийских игр 1996, которая являлась знамением 100-летнего олимпийского движения. Во время самих Игр серьёзным происшествием стал взрыв в Олимпийском парке, произошедший 27 июля и на время заслонивший олимпийские события. В результате взрыва погиб один человек, ещё один умер от сердечного приступа, сто одиннадцать человек получили ранения разной степени тяжести. ФБР назвала имя предполагаемого преступника — Эрик Роберт Рудольф, схватить которого удалось лишь в 2003-м. После ареста он признался во всех преступлениях и объяснил свои действия политическими мотивами. Его приговорили к четырем пожизненным заключениям без права на досрочное освобождение. На церемонии закрытия Игр президент МОК Х. А. Самаранч единственный раз за время своего президентства не сказал традиционную фразу «Эти Игры были лучшими в истории».
Ставшая в 2001 году мэром Атланты Ширли Фрэнклин сделала основной целью своего пребывание на посту превращение Атланты в «чистый» «зелёный» город. Под её руководством Атланта превратилась из города с малым количеством зданий, имеющих сертификат LEED, в один из городов с наивысшим процентом подобных зданий. В 2005 году журнал «Time» включил Ширли Фрэнклин в пятёрку лучших в США мэров крупных городов, а журнал «U.S. News & World Report» — в число лучших лидеров года. В 2005 году она была переизбрана мэром, набрав 90% голосов.
В 2008 году Атланта (впервые за всё время наблюдений за погодой с 1880 года) подверглась удару торнадо.